# سلوك المعلومات
سلوك المعلومات هو مجال بحثي في علم المعلومات، يسعى إلى فهم كيفية بحث الناس عن المعلومات واستخدامها في سياقات متنوعة. يشمل البحث واسترجاع المعلومات، ولكنه يهدف أيضًا إلى فهم أسباب بحث الناس عن المعلومات وكيفية استخدامها. صاغ توماس د. ويلسون مصطلح "سلوك المعلومات" عام 1982، وأثار جدلًا واسعًا عند طرحه. وقد اعتُمد هذا المصطلح الآن، ويُستشهد بنموذج ويلسون لسلوك المعلومات على نطاق واسع في أدبيات سلوك المعلومات. في عام 2000، عرّف ويلسون سلوك المعلومات بأنه "مجمل السلوك البشري تجاه مصادر المعلومات وقنواتها".